# The Lord of the Rings: A Reader's Companion
The Lord of the Rings: A Reader's Companion est un livre écrit par Wayne G. Hammond et Christina Scull qui documente le processus de création du Seigneur des anneaux par J. R. R. Tolkien. Hammond et Scull procèdent en annotant chapitre par chapitre à partir de l'avant-propos original jusqu'à la fin du  Seigneur des anneaux. Les appendices examinent l'évolution du texte, les changements, les incohérences et les erreurs, en utilisant souvent des commentaires à partir des notes  de Tolkien et de ses lettres. D'autres sections couvrent les nombreuses cartes de la Terre du Milieu, la chronologie de l'histoire et son écriture, les notes sur le livre et le canevas de conception des premières éditions de 1954-56. Le livre comprend certains documents inédits de Tolkien. Elle reproduit aussi une partie d'une lettre de 1951 dans laquelle Tolkien explique de manière développée sa conception et sa vision du Seigneur des anneaux. Réimprimé pour la première fois depuis 1975, cette version est revue et comprend, de plus, la nomenclature de Tolkien (précédemment nommé Traductions du Seigneur des anneaux), un index des personnages, de lieux et divers autres aides pour le traducteur afin de traduire la grande œuvre de Tolkien en langues étrangères. Il est disponible en format relié et livre de poche.
Le « compagnon du lecteur » a été conçu pour accompagner la version révisée en un volume pour le 50e anniversaire du Seigneur des anneaux (Houghton Mifflin, 2004,  (ISBN 0-618-51765-0)).
A Reader's Companion gagna en 2006 le Mythopoeic Scholarship Award for Inklings Studies (en).

## Sources
- (en) Cet article est partiellement ou en totalité issu de l’article de Wikipédia en anglais intitulé « The Lord of the Rings: A Reader's Companion » (voir la liste des auteurs).
- The Tolkien Society
- An Illustrated Tolkien Bibliography